# Завражнов, Николай Николаевич
Николай Николаевич Завражнов (1923—1980) — гвардии подполковник Советской Армии, участник Великой Отечественной войны, Герой Советского Союза (1945).

## Биография
Николай Завражнов родился 24 апреля 1923 года в селе Грачевка современного Красногвардейского района Оренбургской области в семье крестьянина. Окончил Грачевскую неполную среднюю и Яшкинскую среднюю.  В июне 1941 года Завражнов был призван на службу в Рабоче-крестьянскую Красную Армию. Летом 1942 года окончил Куйбышевское военное воздушно-десантное училище. С сентября того же года — на фронтах Великой Отечественной войны. Принимал участие в боях на Северо-Западном, Южном, 4-м, 3-м и 2-м Украинских фронтах. Участвовал в битве за Кавказ, освобождении Крыма, Украинской и Молдавской ССР, Румынии, Венгрии, Югославии, Австрии. К январю 1945 года гвардии капитан Николай Завражнов командовал ротой 59-го отдельного штурмового инженерно-сапёрного батальона 12-й штурмовой инженерно-сапёрной бригады 46-й армии 2-го Украинского фронта. Отличился во время штурма Будапешта.
Во время боёв за Будапешт рота Завражнова проделала 196 проходов во вражеских проволочных заграждениях, подорвала 5 занятых противником зданий, разминировала 3 минных поля, штурмом захватила 65 домов, уничтожила несколько десятков вражеских солдат и офицеров. В одном из боёв Завражнов получил тяжёлое ранение, которое стало уже пятым по счёту за время войны.
Указом Президиума Верховного Совета СССР от 28 апреля 1945 года за «образцовое выполнение боевых заданий командования на фронте борьбы с немецкими захватчиками и проявленные при этом мужество и героизм» гвардии капитан Николай Завражнов был удостоен высокого звания Героя Советского Союза с вручением ордена Ленина и медали «Золотая Звезда» за номером 8594.
После окончания войны Завражнов продолжил службу в Советской Армии. В 1965 году в звании подполковника он был уволен в запас. Проживал в Ташкенте. Умер 15 июня 1980 года, похоронен на аллее Героев воинского мемориального кладбища Ташкента.
Был также награждён двумя орденами Красного Знамени, орденом Отечественной войны 1-й степени, тремя орденами Красной Звезды, тринадцатью медалями.